# Parafia Wniebowstąpienia Pańskiego w Kielnarowej
Parafia Wniebowstąpienia Pańskiego w Kielnarowej – parafia rzymskokatolicka, znajdująca się w diecezji rzeszowskiej w dekanacie Tyczyn.
Erygowana dekretem ówczesnego ordynariusza rzeszowskiego, bpa Kazimierza Górnego, dnia 11 listopada 1997 roku.